# Dagmar Salén
Dagmar Salén, z domu Mörner (ur. 22 maja 1901 w Örebro, zm. 20 grudnia 1980 w Sztokholmie) – szwedzka żeglarka, olimpijka, zdobywczyni brązowego medalu w regatach na Letnich Igrzyskach Olimpijskich w 1936 roku w Berlinie.
Na Letnich Igrzyskach Olimpijskich 1936 zdobyła brąz w żeglarskiej klasie 6 metrów. Załogę jachtu May Be tworzyli również Lennart Ekdahl, Sven Salén, Torsten Lord i Martin Hindorff.
Żona Svena Saléna.